# 扁炉
扁炉（ピェンロー、ピョンローとも）は、中国で鍋料理の意味。広東省あたりでは「鍋料理」を打辺炉という。「辺炉」(bianlu)と「扁炉」(pianlu)は発音が近いため、一部の地域では打辺炉の替わりに扁炉を使うことがある。
日本では、舞台芸術家の妹尾河童が著書で紹介したレシピが評判を呼び、各所で紹介されている。

## 作り方
水戻しした干し椎茸及びその戻し汁を出汁として使い、豚肉、鶏肉、白菜、春雨を煮込む。この段階で入れる調味料はごま油のみ。あとは各自で煮汁とともに取り分けてから、好みに応じて塩と一味唐辛子で味付けをする。
鍋の締めには白飯を入れて粥とする。この粥にべったら漬が良く合うと、妹尾河童が著書の中で紹介している。
上記の作り方は、妹尾によるとチワン族のものとされるが、ほとんどの中国人はこの作り方を知らないため中国でもほんの一部分の地域でしか食べられない鍋だと思われる。逆に中国では妹尾河童の著書を読んで扁炉を知る人が多い。
一般の打辺炉は上記のものとは違い、魚介類や牛肉、ほうれん草を入れる。白菜は使わない。